# فارمینگتون (ایلینوی)
فارمینگتون، ایلینوی (به انگلیسی: Farmington, Illinois) یک شهر در ایالات متحده آمریکا با جمعیت ۲٬۶۰۱ نفر است که در ایلی‌نوی واقع شده‌است.

## موقعیت جغرافیایی
موقعیت جغرافیایی شهرها و مناطق اطراف به شرح زیر است: